# Essexite
 (mai 2021).
Si vous disposez d'ouvrages ou d'articles de référence ou si vous connaissez des sites web de qualité traitant du thème abordé ici, merci de compléter l'article en donnant les références utiles à sa vérifiabilité et en les liant à la section « Notes et références ».
L'essexite, également appelée monzogabbro à néphéline, est une roche ignée plutonique holocristalline, de couleur gris foncé ou noire. Son nom est dérivé de la localité type du comté d'Essex (Massachusetts), aux États-Unis.
La pétrologie moderne identifie les roches selon des critères minéralogiques. D'après le diagramme QAPF de l'UISG, l'essexite est connue de façon plus formelle sous le nom de monzogabbro à néphéline ou monzodiorite à néphéline selon la proportion d'orthoclase et de plagioclase, et l'abondance de néphéline.

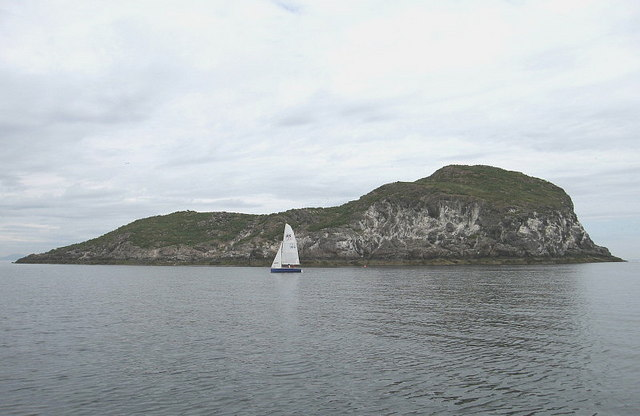
L'île écossaise de Craigleith est composée d'essexite.

## Pétrologie
Afin de produire une composition de magma nécessaire à la formation d'essexite, la fusion partielle des roches mères doit être limitée, généralement à moins de 10% de fusion partielle. Cela favorise la production d'une masse fondue riche en éléments lithophiles tels que K, Ba, Rb, Cs, Sr.
Les roches mères à l'origine de l'essexite par fusion partielle contiennent plus d'aluminium et d'ions alcalins que de silice tétraédrique alors disponible, ce qui explique pourquoi l'essexite exprime la néphéline (feldspathoïde) et non le quartz. Une proportion en potassium supérieure à la normale favorise la production d'orthoclase, qui est habituellement absent de la plupart des roches mafiques ignées.

## Minéralogie
L'essexite peut être considérée comme un gabbro alcalin ou une monziodiorite composée principalement de néphéline, de plagioclase, avec des quantités moindres de feldspaths alcalins, et des minéraux mafiques composée de l'un des éléments suivants : augite titanique (pyroxène), hornblende et biotite.
Il peut y avoir des traces de magnétite, d'ilménite, et d'olivine (<5%).
L'essexite devient un monzogabbro à néphéline avec une diminution de potassium feldspath et une augmentation en minéraux feldspathoïdes.

## Géochimie
L'essexite est une roche ignée alcaline équivalente à un basalte alcalin. La présence de néphéline, un feldspathoïde, indique que l'essexite est sous-saturée en silice. La présence d'orthoclase indique que l'essexite contient assez de potassium pour favoriser la production d'orthoclase par rapport à la microcline ou l'oligoclase potassique.
Les essexites sont généralement riches en aluminium, en élément alcalins (sodium, potassium ; >3% K2O), et riches en strontium, césium et baryum, par rapport à la tholéite.